# Wapen van Namen (stad)

Wapen van Namen

Het wapen van Namen is het gemeentelijke wapen van de Belgische gemeente Namen. De Naamse gemeente heeft het wapen nooit officieel aangevraagd, echter het wapen is wel officieel in gebruik erkend.

## Geschiedenis
In de 12e eeuw had Boudewijn meerdere gebieden in het hedendaagse België in bezit. Onder deze bezittingen vielen de graafschappen Henegouwen, Namen en Vlaanderen. Hij verdeelde zijn bezittingen in 1195 onder zijn zonen. Filips kreeg Namen toebedeeld en gebruikte het wapen van Vlaanderen om te zegelen. Ter verduidelijking dat het om een ander gebied ging, plaatste hij een rode schuinstreep over het wapen. Aan het begin van de 14e eeuw werd een kroontje op het hoofd van de leeuw geplaatst. Het oude wapen met de schuinstreep bleef tot 1346 in gebruik bij alle opvolgers van Filips. Na de Eerste Wereldoorlog werd het wapen een enkele keer getoond met het Franse Oorlogskruis om de nek van de leeuw.

## Blazoeneringen
De beschrijving, al is het niet officieel, van het wapen luidt als volgt:
D'or au lion de sable, armé et lampassé de gueules, couronné d'or.
Van goud met een leeuw van sabel, genageld en getongd van keel gekroond van goud.
De heraldische kleuren zijn goud (geel) en sabel (zwart). De kroon op het hoofd van de leeuw bestaat uit drie bladeren, een zogenaamde gravenkroon. Het wapen heeft geen externe ornamenten zoals een kroon of schildhouders.

## Overeenkomstige wapens
De volgende wapens zijn op historische gronden te vergelijken met het wapen van de stad Namen:

Het wapen van het Graafschap Vlaanderen
het wapen van het Graafschap Namen
Het wapen van de provincie Namen